# Eumichtis glaisi
Eumichtis glaisi är en fjärilsart som beskrevs av Lucas 1932. Eumichtis glaisi ingår i släktet Eumichtis och familjen nattflyn. Inga underarter finns listade i Catalogue of Life.